# Phalangium muscorum
Phalangium muscorum is een hooiwagen uit de familie echte hooiwagens (Phalangiidae).